# یکای هاونسفیلد
یکای هاونسفیلد یا واحد هاونسفیلد یا شماره‌های سی تی (به انگلیسی: Hounsfield units) واحدیست که در مقطع نگاری کامپیوتری مورد استفاده قرار می‌گیرد، و با HU نشان داده می‌شود.
این یکا به افتخار گودفری هاونسفیلد نام‌گذاری گردیده. 

## تعریف
بر طبق تعریف، شماره‌های سی تی ضرایبی هستند که به سیستم رایانه متصل به یک سی تی اسکن اجازه می‌دهند داده‌ها به صورت یک تصویر با جدول خاکستری و بر طبق رابطهٔ ذیل محاسبه و نمایش داده شود:
که در اینجا:
- K ضریب بزرگسازی بوده و در واحدهای فعلی سی تی، ارزش برابر 1000 دارد
- {\displaystyle \mu _{H_{2}O}} ضریب تضعیف خطی آب
- {\displaystyle \mu _{X}} ضریب تضعیف خطی پیکسل است.

## نمونه HU برای چند نوع ماده
| ماده    | HU           |
| ------- | ------------ |
| هوا     | ۱۰۰۰-        |
| چربی    | ۱۲۰-         |
| آب      | ۰            |
| ماهیچه  | ۴۰+          |
| استخوان | ۴۰۰ یا بیشتر |